# Białopole (województwo lubelskie)
Białopole – wieś w Polsce położona w Obniżeniu Dubieńskim, w województwie lubelskim, w powiecie chełmskim, w gminie Białopole. Leży przy drodze wojewódzkiej nr  .
| SIMC    | Nazwa             | Rodzaj    |
| ------- | ----------------- | --------- |
| 1025344 | Białopole-Kolonia | część wsi |
| 1025350 | Klinkiernia       | część wsi |
| 1025373 | Olszanka          | część wsi |
| 1025396 | Świdówka          | część wsi |

Wieś jest sołectwem, siedzibą gminy Białopole. Według Narodowego Spisu Powszechnego z roku 2011 wieś liczyła 886 mieszkańców i była największą co do liczby ludności miejscowością gminy.
Białopole pełni role głównego punktu całej okolicy i m.in. dlatego znajdują się tutaj: 2 sklepy spożywcze, pasaż handlowy, poczta, bank, ośrodek zdrowia, 2 apteki, remiza OSP, stacja kontroli pojazdów, zespół szkół (przedszkole i szkoła podstawowa). Białopole znajduje się na trasie Chełm–Hrubieszów, która przebiega przez centrum miejscowości. W samym centrum wsi naprzeciwko Urzędu Gminy znajduje się niewielki skwer z ławkami i alejkami do spacerowania.
W latach 1954–1972 wieś należała i była siedzibą władz gromady Białopole. Przed reformą administracyjną w 1975 roku Białopole (wraz z gminą) wchodziło w skład powiatu hrubieszowskiego. W latach 1975–1998 miejscowość administracyjnie należała do województwa chełmskiego.
Wieś jest siedzibą rzymskokatolickiej parafii Matki Bożej Częstochowskiej.

## Wspólnoty wyznaniowe
- Kościół rzymskokatolicki:
  - parafia Matki Bożej Częstochowskiej
- Świadkowie Jehowy:
  - zbór (około 100 osób[11])[12]
- Kościół Zielonoświątkowy w RP:
  - zbór (około 40 osób).